# Siège de Marseille (49 av. J.-C.)
Pour les articles homonymes, voir Siège de Marseille.
Guerre civile de César
Batailles
- Marseille (navale)
- Ilerda
- Bagradas
- Marseille (siège)
- Dyrrachium
- Pharsale
- Alexandrie
- Ruspina
- Thapsus
- Munda

Le siège de Massilia (l'antique Marseille), est un épisode de la guerre civile de César contre Pompée et la majorité du Sénat qui se déroule en 49 av. J.-C..
Le siège de la ville organisé par Jules César, conduit par Caius Trebonius et  Decimus Junius Brutus, dure du printemps au 25 octobre de 49 av. J.-C.. Il se conclut par la défaite des Marseillais contre les forces de César.

## Contexte
Au cours de cette guerre, les deux factions cherchent l’appui de Marseille, une des plus importantes cités de la Méditerranée occidentale, qui jouit encore d'une large autonomie.
César décide de porter la lutte contre ses adversaires en Hispanie citérieure (Espagne), mais ne disposant pas de flotte, il gagne l'Espagne par la voie terrestre. En chemin, il se heurte à l'opposition de l’importante cité maritime.
Parvenu à son voisinage, César engage des négociations avec les notables de la ville pour obtenir d'elle le passage et une alliance. Il n'y réussit pas parce qu’entre-temps est arrivé dans la cité, par la voie maritime, Lucius Domitius Ahenobarbus, représentant du parti pompéien, qui n'a pas de difficulté à rallier Marseille à sa cause (Selon Velleius Paterculus, Marseille voulait se poser en arbitre).
Le soutien de Marseille à Pompée est assez logique car Pompée a en 77 donné à la cité des territoires volques situés à l'ouest du Rhône.
César mit donc le siège autour de Marseille en organisant un blocus terrestre et naval :

« César, se sentant profondément outragé, amena sous Marseille trois légions ; il ordonna la construction de tours et abris pour l’assaut de la cité et la construction de 12 navires de guerre à Arles.
Trente jours après, quand les navires terminés et armés furent amenés à Marseille, il en donna le commandement à Decimus Junius Brutus, confia le siège de la cité au légat Caius Trebonius. »

.
Puis il reprit sa route pour l’Espagne le 3 juin.

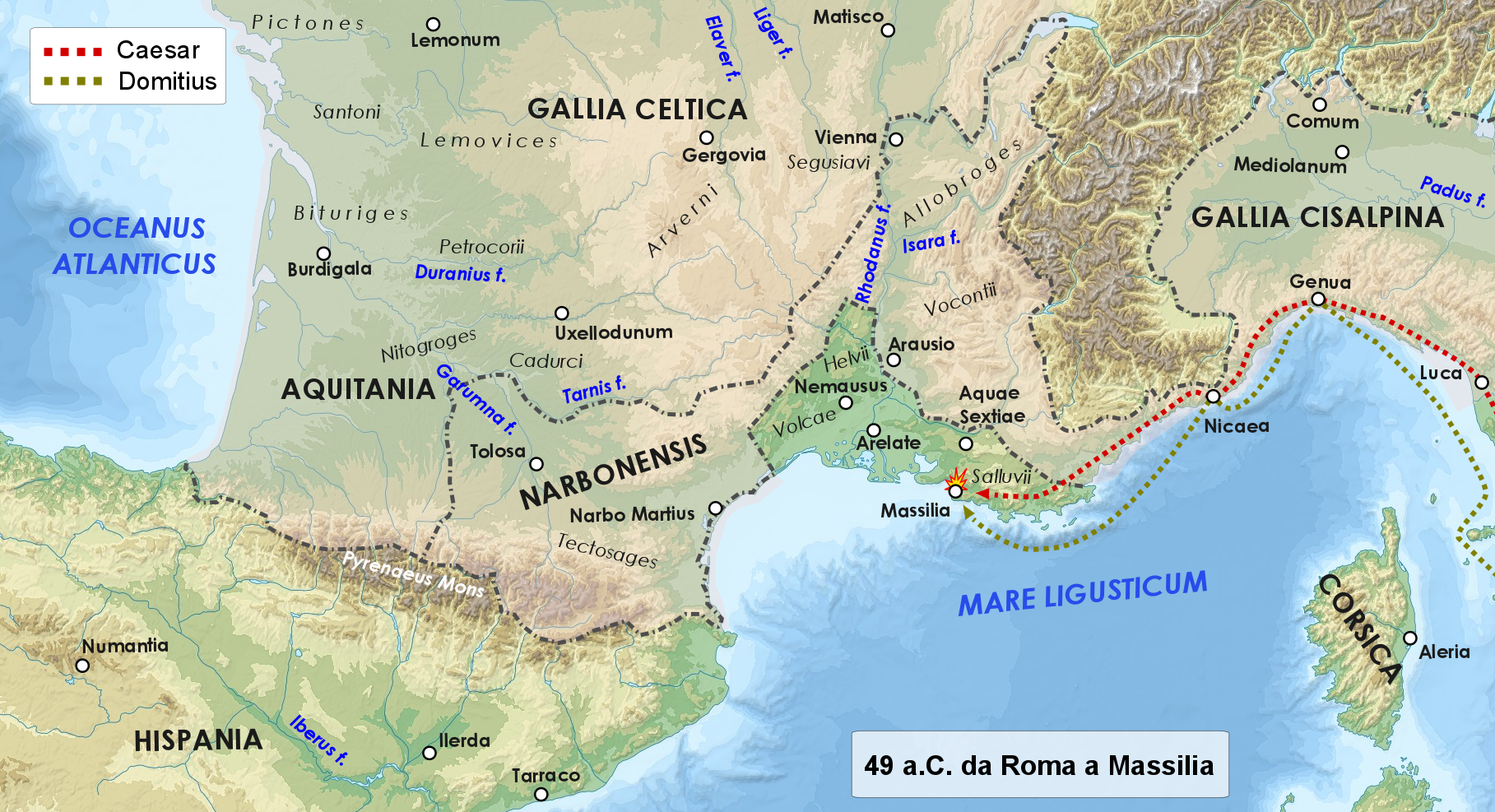
(19 avril 49 a.C.) César porta la lutte contre ses adversaires en Hispanie citérieure (Espagne). Au passage, il décida de faire le siège de Marseille après l'échec de négociations avec les notables de la cité pour obtenir leur alliance

## Siège et batailles navales
Le siège est conduit par les « césariens » sur le front terrestre avec grande utilisation de machines de guerre, auxquelles les Marseillais répondent en tentant de diminuer la pression sur la cité par des sorties. Ils opéraient surtout de nuit, parvenant à  incendier les tours de garde en bois, à la suite de quoi les romains en construisent dont la base était en brique, et les recouvrent de plaques et de tuiles d'argile.
Mais le siège se serait résolu seulement sur mer, où les assiégés utilisent le meilleur de leurs forces. Par deux fois ils essaient de forcer le blocus naval, mais malgré leur supériorité technique et numérique, échouent.
La première tentative, le 27 juin, donne origine à la bataille de Marseille alors que la seconde, le 31 juillet, donne origine à la bataille de Tauroento, où les Marseillais sont rejoints par les navires pompéiens, conduits par Lucius Nasidius.

### Bataille de Marseille

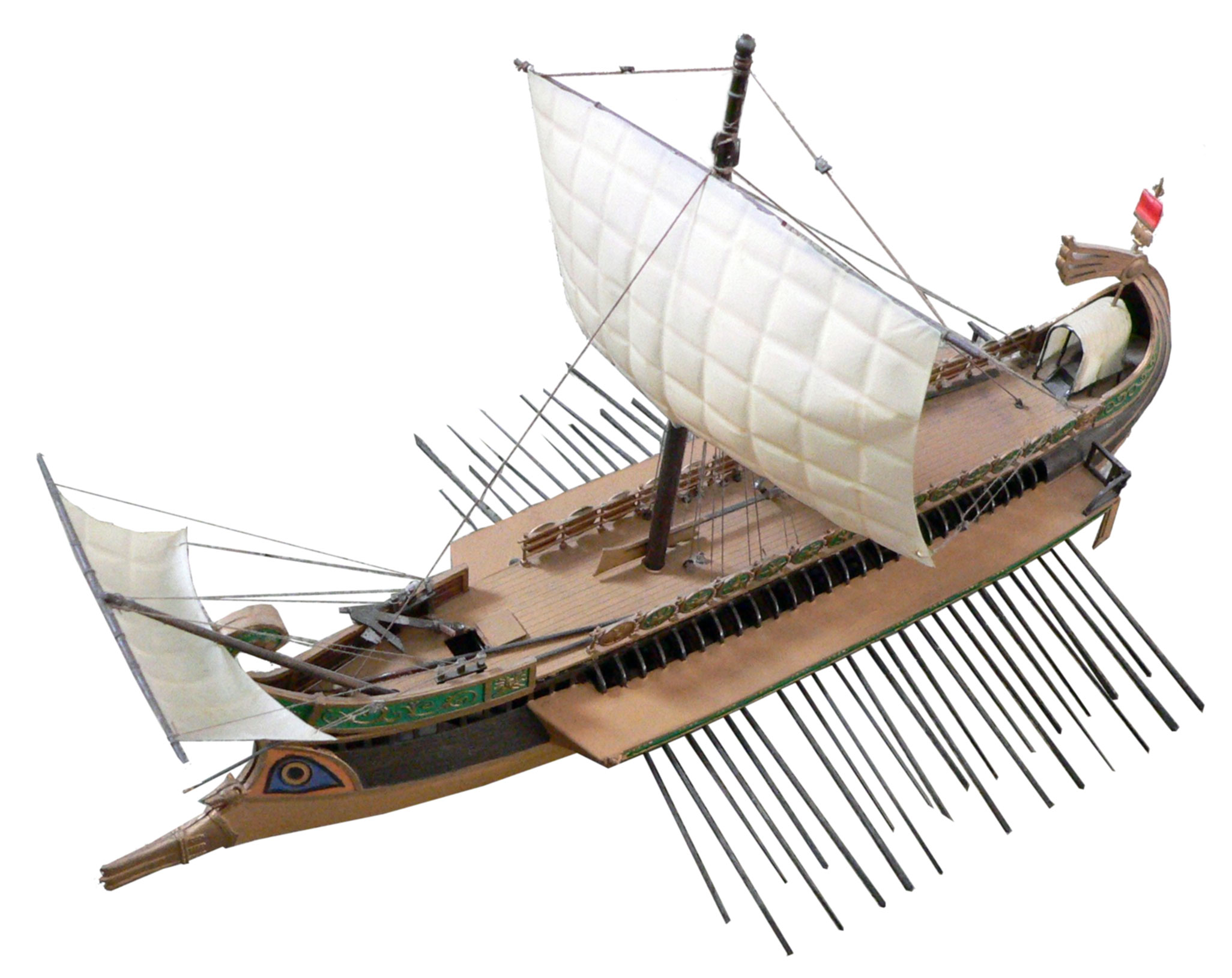
Reconstitution d'un modèle de birème romaine.

La bataille de Marseille est un combat naval qui oppose le 27 juin la flotte romaine commandée par Brutus Albinus à celle commandée par Pompée, renforcée de la flotte marseillaise.
Les douze navires construits près d’Arles se montrent peu rapides et difficilement manœuvrables à cause du bois vert utilisé pour leur construction. Decimus improvise des équipages composés de soldats novices dans le combat naval, et commence le blocus en ancrant ses navires près de l’île de Ratonneau.
Le 12 juin, les Marseillais, forts de leur habitude de la mer et dotés de vaisseaux plus rapides et manœuvrables, attaquent avec 17 navires.

« Les Marseillais, suivant les conseils de Lucius Domitius, armèrent 17 navires de guerre, dont 11 avec couverture, y joignirent beaucoup de bateaux plus légers pour apeurer, par leur nombre, notre flotte et enfin y embarquèrent quantité d’acier... La flotte ainsi armée s'avança pleine de confiance contre nos navires, lesquels, sous le commandement de Decimus Brutus, étaient ancrés près de l’îlot en face de Marseille. Brutus était de beaucoup inférieur en nombre de navires, mais dans l’équipage, César avait mis des hommes choisis, dans toutes les légions, pour leur grand courage... »

Les stratégies sont dictées en fonction des positions de force : alors que les Romains tentent d’aborder les navires ennemis avec des grappins ou des gaffes, pour ensuite combattre au corps à corps, les Marseillais tentent de séparer les vaisseaux romains et de les rendre ingouvernables en tranchant les rames, puis de les bombarder par des nuées de flèches et de gaffes.

« Maintenant, à chaque soldat dépourvu d’arme de jet, la fureur en fournit une nouvelle : un lance une rame sur l’ennemi, un autre aux bras puissants un ornement de poupe ; les rameurs chassés, arrachèrent les bancs, rompirent le navire pour combattre... Nul toutefois ne produisit de plus grands massacres sur mer que le fouet de l’élément adverse. Éclate le feu, provoqué par des torches résineuses et avivées par le soufre qu’elles contiennent ; les carènes offrirent une proie facile et les incendies les dévorèrent, avec l’aide de la poix et de la cire liquéfiée. Les ondes n’arrêtèrent pas les flammes, et le feu devint sauvage sur les épaves des navires éparpillés sur l’étendue des eaux... »

« Nous ne pouvons passer sous silence même pas Acilius, lequel,... se vit couper la main avec laquelle il s’était agrippé au navire ennemi, il s’agrippa avec la gauche à la poupe, et n’arrêta de combattre tant que le navire ne fut capturé et coulé,. »

À la fin, la victoire sourit aux Romains qui maintiennent ainsi le blocus naval de la cité. Les Marseillais rentrent au port avec seulement 8 de leurs 17 navires, après que 3 ont été coulés et 6 autres capturés.
La victoire et le maintien du blocus sur Marseille sont très importants pour César qui peut approcher de l’Espagne en ayant ses arrières couverts.

### Bataille de Tauroentum
La bataille de Tauroentum ou de Tauroeis est livrée le 31 juillet entre la flotte romaine commandée par Brutus Albinus, et une flotte composée de navires marseillais et navires romains de la faction des optimates.
Cette flotte pompéienne, composée de 17 navires en provenance de Sicile et commandée par Lucius Nasidius, arrive à proximité de Marseille sans être repérée par les assiégeants, et réussit cependant à prévenir la ville de sa présence, l'incitant à forcer de nouveau le barrage naval. Cette tentative aboutit à une seconde bataille, qui se déroula dans la baie de Tauroentum, où les flottes de la ville et de secours se réunirent.
La flotte de César compte 18 navires : les 12 construits à Arles, auxquels s'ajoutent les 6 enlevés aux Marseillais.

« Vers ce lieu fait route également Brutus, avec une flotte augmentée. En effet, aux navires construits par César à Arles, s’étaient joints les six pris aux Marseillais, qui les avait réparés et complètement réarmés les jours précédents.  »

Les Marseillais, dont les forces sont réduites à 8 unités, construisent, en un mois environ, 9 nouveaux navires, retrouvant ainsi le nombre qu’ils avaient à l’origine. Nasidius commande lui aussi une flotte de 17 navires, ce qui porte le nombre à 34 unités pompéiennes.

« Vers ce lieu, fait route aussi Brutus... Dans la bataille, la valeur des Marseillais fut parfaite... Parce que nos navires s’étaient peu à peu éloignés les uns des autres, l’ennemi avait de l’espace pour profiter de l’habileté de ses pilotes et de la rapidité des navires ; si une fois les nôtres, exploitant l’opportunité, lancèrent les mains de fer (grappins) et agrippèrent un navire, de partout accouraient les compagnons en danger... En même temps une forte quantité de projectiles, lancés de loin, s’abattaient à l’improviste des embarcations légères sur les nôtres... causant beaucoup de blessures. Deux trirèmes, escorte du navire de Decimus Brutus, facilement reconnaissable par ses bannières, s’étaient lancées contre eux. Mais Brutus prévoyant la manœuvre fit accélérer son navire de façon à le protéger pour le moment. Les navires adverses, lancés l’un contre l’autre, se heurtèrent si fortement que les deux en souffrirent très gravement, même un des deux eut l’avant cassé et coula complètement. Les navires de la flotte de Brutus remarquèrent l'incident, assaillirent les navires endommagés et les coulèrent tous les deux." »

Malgré la supériorité numérique marseillaise, les partisans de César remportent la victoire. Nasidius, vu la tournure prise par les événements, abandonne ses alliés et fait route vers l’Espagne pour porter aide aux pompéiens qui s’y trouvent. La flotte marseillaise rentre au port avec seulement 7 des 17 navires initiaux.

## Reddition
Lucius Domitius prend la fuite, lui aussi en direction de l’Espagne. Sans espoir d'être secouru, et à bout de forces après presque 6 mois de siège, la cité phocéenne se rend.

« Les Marseillais, épuisés par toutes sortes de maux, réduits à la plus grande famine, battus deux fois sur mer, déroutés dans plusieurs sorties,... décidèrent de se rendre, cette fois loyalement. Mais quelques jours avant, Lucius Domitius Ahenobarbus, connaissant les intentions des Marseillais, se procura trois navires, parmi lesquels deux appartenant à des amis intimes, et s’embarqua lui-même sur le troisième, profitant d’une violente tempête. Les poursuivirent les navires qui, par ordre de Brutus, montaient quotidiennement la garde au port : ils levèrent l’ancre et les prirent en chasse. Mais un des bateaux poursuivis, celui de Domitius justement, accéléra, persista dans sa fuite et, à la faveur de la tempête, disparut à l’horizon. Les deux autres, terrifiés par les attaques convergentes de nos navires, retournèrent au port. Les Marseillais, exécutant les ordres, portent hors de la place-forte armes et machines de guerre, font sortir du port et des chantiers les navires, consignant l’argent du trésor public. »